# 알렉스 키드의 미라클 월드
《알렉스 키드의 미라클 월드》는 세가가 제작한 플랫폼 게임이다. 1986년 11월 1일 일본서 세가 마크 III용으로 처음 발매됐으며, 그 외 지역에선 세가 마스터 시스템에 대응하는 작품으로 출시됐다.
2021년 6월 23일 머지 게임즈와 잔켄팀이 개발한 리메이크 《알렉스 키드 인 미라클 월드 DX》가 발매됐다.

## 개요
1980년대 주요 캐릭터「알렉스 키드」의 데뷔작이자, 대표작 중 하나이다. 세가가 닌텐도의「슈퍼 마리오브라더스처럼 인기 있는 게임」을 만들기 위해 등장시킨 것이 알렉스 키드이다.
대한민국에는 삼성전자에서 판매하였으며, 롬 게임 초창기 한글화하여 발매된 몇 안되는 작품 중 하나로 꼽힌다.

## 줄거리
침략자「대마왕」에게 지배 당하는 세계를 되찾고, 납치된 쌍둥이 형 이글을 구하고자 「브롯 주먹」을 쓰는 알렉스 키드가 움직인다.

## 등장인물
알렉스 키드
주인공. 통칭 알렉스. 태양석 메달과 지도를 가지고, 대마왕에게 싸움을 걸었다.
대마왕
원어명은 가위바위보 대왕(일본어: じゃんけん大王; 영어: Janken the Great). 잔바리크 별 황제로, 보대장, 가위대장, 바위대장 같은 부하를 거느리고 라닥시안 침략을 꾀한다.
보대장
원어명은 추격자 파플린(일본어: パープリン; 영어: Paper Head; Parplin the Pursuer). 대마왕의 첫째 가는 심복이다. 보 모양의 머리를 가지고 있다.
가위대장
원어명은 교활한 초키나(일본어: チョッキンナ; 영어: Scissors Head; Chokkinna the Sly). 대마왕의 둘째 가는 심복이다. 가위 모양의 머리를 가지고 있다.
바위대장
원어명은 약삭빠른 구스카(일본어: グースカ; 영어: Stone Head; Gooseka the Slippery). 대마왕의 셋째 가는 심복이다. 바위 모양의 머리를 가지고 있다.
누라리 선인
알렉스에게 브롯 주먹을 가르친 인물이다.
이글
알렉스의 쌍둥이 형.
루니 공주
원어명은 루니 공주 또는 로라 공주(일본어: ルーニー姫; 영어: Princess Lora)이며, 소라(영어: Sora)라고도 한다. 이글의 약혼자이다.

## 실행
세가 마크 III에서는 카트리지를 꽂아야 한다. 한편 세가 마스터 시스템 II와 삼성전자에서 출시한 알라딘보이, 삼성 겜보이 II에는 기기에 기본적으로 게임이 내장되어 있어 카트리지 없이 게임을 즐길 수 있다.

## 진행
알렉스 키드의 미라클 월드는 1인용 횡스크롤 방식 액션 게임으로, 사용자는 장애물과 퍼즐을 풀어나가면서 각 단계를 마쳐야 한다. 총 17차를 통과하면서 알렉스 키드는 많은 괴물들을 만나게 되며, 마지막 대마왕과 대적하기 전까지 3명의 대마왕 심복들과도 싸워야 한다.
사용자가 게임에서 조종할 수 있는 캐릭터는 알렉스 키드뿐이다. 주요 기술은 브롯 주먹으로, 이를 통해 적을 공격하고, 다른 구역으로 가거나 돈을 얻기 위해 바위나 벽돌을 부술 수 있다. 어떤 벽돌은 부수거나 밟으면 알렉스를 죽이려고 쫓아오는 유령이 나타나기도 한다. 알렉스는 돈(화폐단위: 바움)을 모아서 상점에서 스코파코사이클(모터바이크)이나 프티콥터(발판으로 작동하는 작은 헬리콥터) 같은 것들을 구입하는 데 사용할 수 있다. 대부분 단계의 끝에서 알렉스는 대마왕의 심복 중 하나를 만나 가위바위보 대결을 하게 되며, 이기고 나면 다음 차로 갈 수 있는 오니기리를 먹을 수 있게 된다.
알렉스는 맨몸 상태에서 어느 적에라도 한 번만 닿으면 죽으니 조심해야 한다. 알렉스 키드의 미라클 월드에는 배터리 저장 방식이나 비밀번호 체계가 없으므로, 알렉스의 생명이 다 하면 게임이 끝난다.
연결
알렉스의 생명이 다 해서 GAME OVER가 화면에 떴을 때, '↑'버튼을 누르고 있는 상태에서 '2'버튼을 8번 눌러주면 효과음이 나면서 게임을 재개할 수 있다. 다만, 한 번 연결하는 데 400바움이 든다.
숨겨진 엔딩
엔딩 글이 뜨는 상태에서 2P의 '2'버튼을 14번 누른 뒤 1P의 아무 버튼이나 누르면 숨겨진 엔딩을 볼 수 있다.

## 평가
| Reception |                                 |
| --- | ------------------------------- |
| 평론 점수 평론사 점수 올게임 [ 7 ] CVG 86% [ 8 ] 유로게이머 7/10 [ 9 ] 게임트레일러스 10/10 [ 10 ] IGN 9/10 (Master System) [ 11 ] 9/10 (Wii) [ 12 ] Defunct Games B+ [ 13 ] Game Freaks 365 9.5/10 [ 14 ] GameHall 9.3/10 [ 15 ] Génération 4 99% [ 16 ] RetroGarden 4/5 [ 17 ] Sega Pro 95% [ 18 ] |                                 |
| 평론 점수 |                                 |
| 평론사 | 점수                            |
| 올게임 | [ 7 ]                           |
| CVG | 86%                             |
| 유로게이머 | 7/10                            |
| 게임트레일러스 | 10/10                           |
| IGN | 9/10 (Master System) 9/10 (Wii) |
| Defunct Games | B+                              |
| Game Freaks 365 | 9.5/10                          |
| GameHall | 9.3/10                          |
| Génération 4 | 99%                             |
| RetroGarden | 4/5                             |
| Sega Pro | 95%                             |

## 참조
1. ↑  일본어: アレックスキッドのミラクルワールド. 영어판 제목 《알렉스 키드 인 미라클 월드》(영어: Alex Kidd in Miracle World)
2. ↑  영어: Alex Kidd in Miracle World DX